# Родригес, Хоаким
Хоаким Родригес Оливер (исп. Joaquim Rodríguez Oliver, 12 мая 1979 года, Паретс-дель-Вальес, Испания) — испанский профессиональный шоссейный велогонщик. С 2010 года защищает цвета велокоманды Team Katusha. Родригес был известен отличными способностями горняка и ужасной ездой в разделках, но за годы пребывания в «Катюше» заметно усилил этот компонент.

## Биография
Хоаким начал заниматься велоспортом в 6 лет под влиянием отца — бывшего профессионального велогонщика и спортивного директора одной из велокоманд. Первую победу одержал в 2001 году, выиграв Восхождение на Монжуик:

Я одержал свою первую профессиональную победу в Испании в 2001 году — выиграл Escalada a Montjiuch в составе команды Once Team. В тот день мне очень хотелось отпраздновать случившееся вместе со своей новой девушкой, поэтому я впервые пригласил её домой и познакомил с родителями. Мы все вместе отметили мой успех. Девушку звали Иоланда и сейчас она — моя жена.— Хоаким Родригес
На чемпионате мира 2013 года считался одним из фаворитов в групповой гонке, однако в финишном спурте уступил в Рую Коште.

Две медали ничего не значат. Мы хотели победить, были близки к этому, но не выиграли. Алехандро и я выигрывали много гонок, но никто из нас не становился чемпионом мира. Я не знаю, будет ли у меня ещё один шанс.— Хоаким Родригес

## Выступления
2001
1-й — Восхождение на Монжуик
3-й — Восхождение на Уркиолу
2003
1-й на этапе 8 — Вуэльта Испании
1-й на этапе 6 — Париж — Ницца
2004
1-й  — Неделя Каталонии
2005
 — Вуэльта Испании — горная классификация
1-й — Восхождение на Уркиолу
2-й — Вуэльта Бургоса
2-й — Классика Сан-Себастьяна
2006
1-й на этапе 5 — Париж — Ницца
1-й — Восхождение на Монжуик
17-й — Вуэльта Испании
2007
1-й  —  Чемпион Испании в групповой гонке
1-й — Весенняя классика
1-й — Гран-При Вильяфранка-де-Ордисиа
2008
1-й на этапе 3 — Тиррено — Адриатико
6-й Вуэльта Испании
6-й — Чемпионат Мира в групповой гонке
8-й — Амстел Голд Рейс
8-й — Флеш Валонь
8-й — Льеж — Бастонь — Льеж
2009
1-й на этапе 4 — Тиррено — Адриатико
1-й на этапе 2 — Вуэльта Бургоса
2-й — Льеж — Бастонь — Льеж
3-й  Чемпионат Мира в групповой гонке
7-й — Вуэльта Испании
17-й — Джиро д’Италия
2010
Победитель индивидуального зачёта Мирового тура UCI
1-й  — Вуэльта Каталонии
1-й — Гран-при Мигеля Индурайна
1-й на этапе 5 — Тур Страны Басков
2-й — Флеш Валонь
3-й — Вуэльта Испании
1-й на этапе 14
5-й — Классика Сан-Себастьяна
7-й — Тур де Франс
1-й на этапе 12
2011
1-й  — Вуэльта Бургоса
1-й  — Очковая классификация
1-й на этапе 2
1-й на этапах 5 и 8 — Вуэльта Испании
1-й на этапе 1 — Тур Страны Басков
2-й — Амстел Голд Рейс
2-й — Флеш Валонь
3-й — Джиро ди Ломбардия
4-й — Джиро д’Италия
5-й — Критериум ду Дофине
1-й на этапах 6 и 7
1-й  — очковая классификация
1-й  — горная классификации
9-й — Гран-при Мигеля Индурайна
2012
Победитель индивидуального зачёта Мирового тура UCI
1-й — Флеш Валлонь
1-й — Джиро ди Ломбардия
2-й — Джиро д’Италия
1-й  — очковая классификация
1-й на этапах 10 и 17
2-й — Тур Страны Басков
1-й на этапах 4 и 5
3-й — Вуэльта Испании
1-й на этапах 6, 12 и 14
6-й — Тиррено — Адриатико
1-й на этапе 6
9-й — Классика Сан-Себастьяна
2013
Победитель индивидуального зачёта Мирового тура UCI
1-й — Джиро ди Ломбардия
2-й  — Чемпионат Мира в групповой гонке
2-й — Льеж — Бастонь — Льеж
2-й — Вуэльта Каталонии
3-й — Тур де Франс
4-й — Вуэльта Испании
1-й на этапе 19
4-й — Тур Омана
1-й на этапе 4
5-й — Тиррено — Адриатико
1-й на этапе 5
6-й — Флеш Валлонь
2014
1-й  — Вуэльта Каталонии
1-й на этапе 3
3-й — Классика Сан-Себастьяна
4-й — Тур Омана
4-й — Вуэльта Испании
5-й — Милан — Турин
8-й — Джиро ди Ломбардия
2015
2-й — Вуэльта Испании
1-й  Комбинированная классификация
1-й на этапе 15
1-й  — Тур Страны Басков
1-й  — очковая классификации
1-й на этапах 3 и 4
1-й на этапах 3 и 12 — Тур де Франс
1-й на этапе 15 — Вуэльта Испании
3-й — Льеж — Бастонь — Льеж
4-й — Флеш Валонь
5-й — Классика Сан-Себастьяна
2016
5-й — Тур Страны Басков
8-й — Льеж — Бастонь — Льеж

## Гранд-туры и чемпионаты миры
| Гонка                                    | 2001 | 2002 | 2003 | 2004 | 2005 | 2006 | 2007 | 2008 | 2009 | 2010 | 2011 | 2012 | 2013 | 2014 | 2015 |
| ---------------------------------------- | ---- | ---- | ---- | ---- | ---- | ---- | ---- | ---- | ---- | ---- | ---- | ---- | ---- | ---- | ---- |
| Джиро д’Италия                           | 80   | -    | -    | -    | 80   | -    | -    | 17   | сход | -    | 4    | 2    | -    | сход | -    |
| Тур де Франс                             | -    | -    | -    | -    | -    | -    | -    | -    | -    | 6    | -    | -    | 3    | 54   | 29   |
| Вуэльта Испании                          | -    | -    | -    | -    | 37   | 17   | -    | 6    | 7    | 4    | 19   | 3    | 4    | 4    | 2    |
| Чемпионаты мира по шоссейному велоспорту | -    | -    | -    | -    | -    | -    | -    | 6    | 3    | -    | -    | 39   | 2    | 33   |      |